# کلایتون مورفی
کلایتون مورفی (انگلیسی: Clayton Murphy؛ زادهٔ ۲۶ فوریهٔ ۱۹۹۵) یک دونده دو نیمه‌استقامت اهل ایالات متحده آمریکا است. از افتخارات وی میتوان به کسب مدال برنز بازی‌های المپیک تابستانی ۲۰۱۶ اشاره کرد.